# Berry
Berry (francouzsky Berri, latinsky Bituria) je historický region ve střední části Francie, jeho hlavním městem je Bourges. Byl jednou z provincií královské Francie do správní reformy v roce 1790, kdy byl rozdělen mezi departementy Indre a Cher, nejjižnější část byla připojena ke Creuse a nejsevernější k Loiretu. Mladší potomci francouzské královské rodiny dostávali titul vévodů z Berry.

## Historie
Berry dostalo název od svých původních obyvatel, galského kmene Biturigů. Ve Franské říši měli vikomtové z Bourges značnou míru autonomie, až roku 1101 se Berry stalo královskou doménou. V roce 1360 zde bylo zřízeno vévodství jako paragium pro prince Jana z Berry. Vévodství bylo zrušeno do roku 1601, vévodský titul však existoval nadále, posledním nositelem byl Karel Ferdinand Bourbonský. V letech 1940–1944 probíhala územím Berry demarkační linie mezi okupovanou a svobodnou částí Francie.

## Přírodní poměry
Berry je mírně zvlněná krajina na jižním okraji vápencové Pařížské pánve s převládajícím venkovským charakterem. Má rozvinutou rostlinnou i živočišnou výrobu, oblast je vyhlášená bohatstvím gastronomických specialit. Bylo zde vyšlechtěno plemeno osla domácího Âne grand noir du Berry. Okolí Sancerre na východě Berry je významnou vinařskou oblastí, západní region Brenne vyniká množstvím rybníků. Významnou dopravní tepnou je Canal de Berry z 19. století.

## Kultura
Na venkově se místy udržel starobylý dialekt berrichon. Významným sběratelem místní lidové slovesnosti byl básník Hugues Lapaire. Z Berry pocházela spisovatelka George Sandová, jejž dům v Nohant-Vic slouží jako muzeum, a Alain-Fournier, který do tohoto kraje zasadil svůj román Kouzelné dobrodružství. Severní část Berry náleží k údolí Loiry, kde se nachází množství starobylých zámků a klášterů, v Drevantu se zachoval římský amfiteátr.